# باربرا والش
باربرا والش (بالإنجليزية: Barbara Walsh)‏ هي صحفية وكاتبة العمود وكاتِبة وكاتبة للأطفال أمريكية، ولدت في 13 أغسطس 1958.

## وصلات خارجية
- الموقع الرسمي